# پیریلامین مالئات
پیریلامین (به انگلیسی: Pyrilamine Maleate)
رده درمانی: آنتی هیستامین
اشکال دارویی: قرص

## مکانیسم اثر
پیریلامین مالئات از اولین نسل از آنتی هیستامین‌ها است. این دارو به سرعت به مغز نفوذ کرده و موجب خواب‌آلودگی می‌شود. همچنین از این دارو به عنوان ماده اصلی کرم‌های آنتیزان (به انگلیسی: Anthisan)، نئوآنترگان (به انگلیسی: Neoantergan) استفاده شده‌است. این کرم‌ها در درمان گزیدگی حشرات و کهیر کاربرد دارند.

## موارد مصرف
کاربرد اصلی آن در درمان حساسیت و خارش است. برای درمان رینیت آلرژیک به ویژه تب یونجه و بیماری‌های آلرژیک پوستی از قبیل کهیر و آنژیوادم نیز مصرف می‌شود. امروزه کمتر مصرف می‌شود.

## مکانیسم اثر
پیریلامین با مهار گیرنده‌های H۱ (نوع یک گیرنده‌های هیستامین) عمل می‌کند.

## عوارض جانبی
شایع‌ترین عوارض آن تضعیف سیستم عصبی مرکزی، خواب آلودگی و عوارض آنتی کولینرژیک مانند خشکی دهان، خواب آلودگی و خستگی است.